# 'Ndrina Di Giovine
La 'ndrina Di Giovine è una cosca malavitosa o 'ndrina della 'ndrangheta calabrese di Reggio Calabria con ramificazioni al nord, come a Milano e all'estero, negli Stati Uniti. Le attività illecite vanno dal traffico di droga a quello di armi. Le donne hanno avuto un ruolo di primo piano nella storia della cosca.

## Storia

### Anni '60
Nel 1966 Maria Serraino, cugina di Paolo Serraino (capobastone di Cardeto) e sposata con Rosario Di Giovine (contrabbandiere di sigarette), si trasferisce a Milano, in piazza Prealpi, insieme al marito e ai dodici figli.

### Anni '70
Maria Serraino con il figlio maggiore Emilio Di Giovine mette in piedi una centrale per il traffico di eroina nella zona di piazza Prealpi. La Serraino era conosciuta come "Mamma eroina" perché era solita ricompensare i suoi spacciatori, ed anche i suoi figli Alessandro e Mima Di Giovine, con dosi di droga, tanto che svilupparono in poco tempo una forte dipendenza dall'eroina, che li condusse alla morte per overdose a distanza di nove mesi l'uno dall'altra.

### Anni '80
A seguito della morte dei due figli per overdose, la Serraino decise di passare ad altre droghe ritenute meno dannose: mentre lei continuava a gestire gli affari a Milano, in Spagna c'era il figlio Emilio che trafficava in hashish dal Marocco all'Inghilterra e cocaina dalla Colombia per Milano in cambio di armi destinate alla Calabria. A quei tempi il capo di nome era il figlio Emilio Di Giovine, ma di fatto comandava Maria.

### Anni '90
- Nel 1990 il boss Emilio Di Giovine, figlio di Maria Serraino, fugge dall'ospedale Fatebenefratelli con l'aiuto di complici travestiti da infermieri[2][6].
- Nel 1992 a Faro, in Portogallo, Emilio Di Giovine è arrestato con il fratello Guglielmo[7]. La madre è arrestata nell'ambito della stessa operazione a Milano. Dopo l'arresto di Di Giovine, la guida del clan è assunta dalla figlia Marisa, sposata con Bruno Merico, tossicodipendente e fedelissimo del padre, da cui si separa presto[4].
- Nell'aprile del 1994 i Di Giovine in collaborazione con la cosca dei Morabito comprarono eroina dalla Siria, e hashish dal Marocco. L'importazione di sostanze stupefacenti avviene in collaborazione con il clan camorrista dei Gallo di Torre Annunziata: le spedizioni di hashish raggiungevano talvolta le 25 tonnellate ed arrivavano in Italia via mare (su navi che attraccavano nei porti della Campania e della Calabria) o via terra, attraverso la frontiera di Ventimiglia. Gli inquirenti ritrovano nelle banche di Zurigo tracce del passaggio di decine di miliardi di proprietà dei clan, che li utilizzavano poi in Italia investendoli nell'acquisto soprattutto di locali pubblici[8]. Si viene a conoscenza dei fatti dopo l'arresto a Milano del libanese Bou Kebal Gassan, fermato nel 1993 a Milano nell'ambito degli attentati sulla bomba a Via Palestro. Bou Kebal Gassan aiutava Emilio Di Giovine nel periodo in cui trafficava in eroina: si occupava di fare arrivare la droga dalla Siria, nascosta in doppifondi di auto[9].
- Nel 1994 l'operazione Belgio porta in carcere 90 esponenti della cosca Di Giovine-Serraino[10]. A far scattare le indagini è la confessione di Rita Di Giovine, sorella del boss Emilio[2]. Per sfuggire alla retata, Marisa Merico fugge nel Regno Unito, dove viene condannata per riciclaggio di denaro sporco e incarcerata a Durham[11].
- Nel 1995 Emilio Di Giovine è condannato in Portogallo a 16 anni di carcere[12].
- Nel 1997, Marisa Merico è estradata in Italia, dove deve scontare sei anni di reclusione per associazione mafiosa. Dopo aver scontato la pena, è tornata in Inghilterra dove collabora con un'associazione di volontariato per il recupero dei detenuti[11].

### Anni 2000
- Nel 2003 inizia a collaborare con la giustizia il boss Emilio Di Giovine[5][13].
- Il 9 maggio 2007 viene arrestato a Milano nel quartiere Ghisolfa, in Piazza Prealpi, il boss Domenico di Giovine (1952), chiamato anche Mimmo lo Zoppo insieme al suo corriere della droga Franco Tamburiello.
- Il 18 marzo 2009 viene arrestato Riccardo Dogali (detto Ricky), legato al clan[14].
- L'8 dicembre 2009, al caso del Relitto di Cetraro, si aggiunge la testimonianza del pentito Emilio Di Giovine, che si dichiara disposto a collaborare sul caso[15][16].

## Organizzazione
Membri
- Maria Serraino
- Rosario Di Giovine
- Emilio Di Giovine
- Guglielmo Di Giovine
- Antonio Di Giovine
- Alessandro Di Giovine
- Rita Di Giovine
- Marisa Merico

## Televisione
- Legami di sangue - 25ª puntata andata in onda il 29 luglio 2021 del docu-reality Cose nostre
- Bang Bang Baby (2022), serie TV prodotta da Prime Video, liberamente ispirata al libro autobiografico L'intoccabile (2012) di Marisa Merico[4].